# Ág
Ág (německy Neuda) je malá vesnička v Maďarsku v župě Baranya, spadající pod okres Hegyhát. V roce 2015 zde žilo 189 obyvatel, z nichž jsou (dle údajů z roku 2011) 75,7 % Maďaři, 22,64 % Romové a 4 % Němci. Název znamená "větev" a je spolu s obcemi Bő, Őr a Sé nejkratší v Maďarsku.
Jedinou sousední vesnicí Águ je Gerényes.

## Historie
První písemná zmínka o vesnici pochází z roku 1487, kdy byla zmíněna jako Naghagh. Během turecké okupace patřila obec Pavlovi I. Esterházymu. Od roku 1780 se začali do vesnice stěhovat Němci. Od roku 1945 se počet obyvatel značně snížil.